# Nishikatsura
Nishikatsura (西桂町, Nishikatsura-chō) est un bourg du district de Minamitsuru, dans la préfecture de Yamanashi, au Japon.

## Géographie

### Démographie
Au 1er février 2014, la population de Nishikatsura s'élevait à 4 392 habitants répartis sur une superficie de 15,18 km2.

## Transports
Nishikatsura est desservi par la ligne Fujikyuko de la compagnie Fujikyu à la gare de Mitsutoge.